# Вігілія

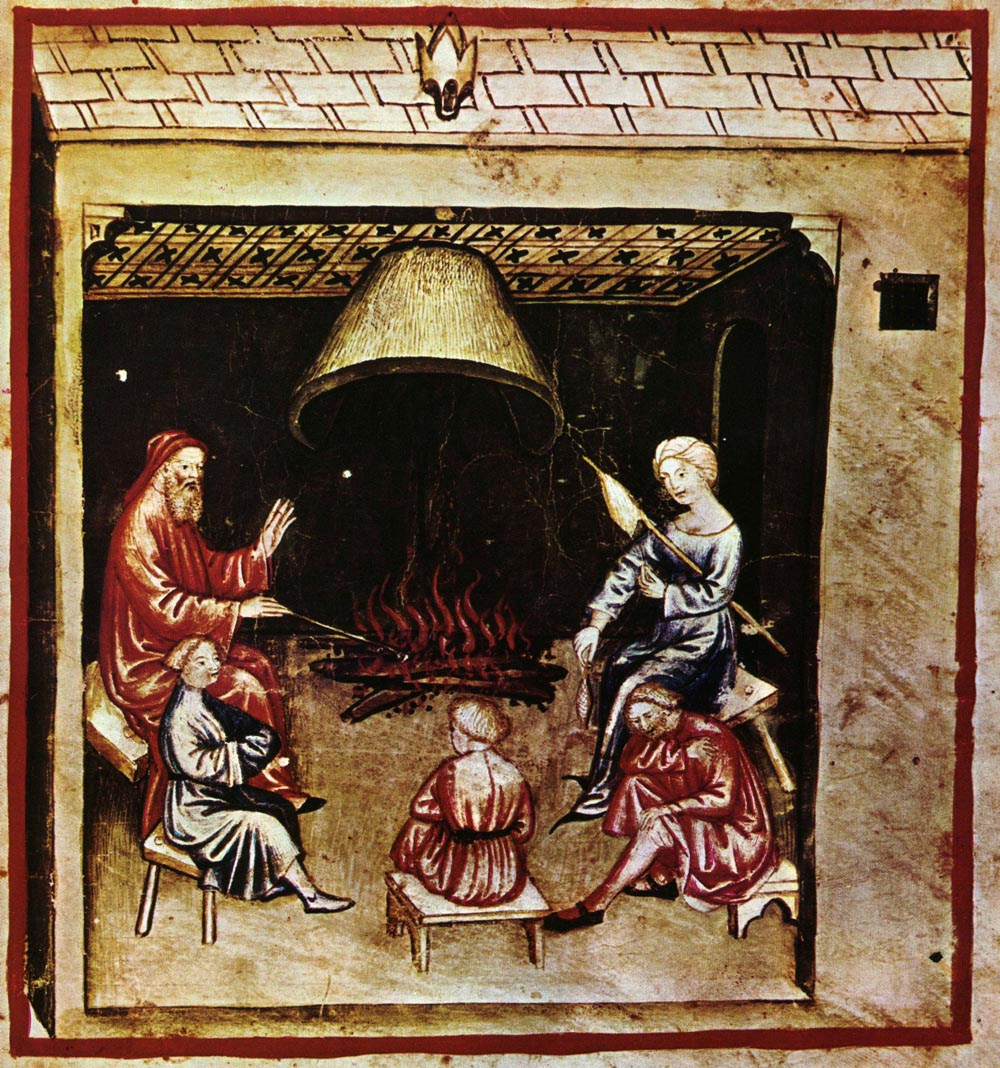
Нічне чування, зі середньовічного підручника Такуінум санітатіс (таблиці здоров'я) (14 століття)

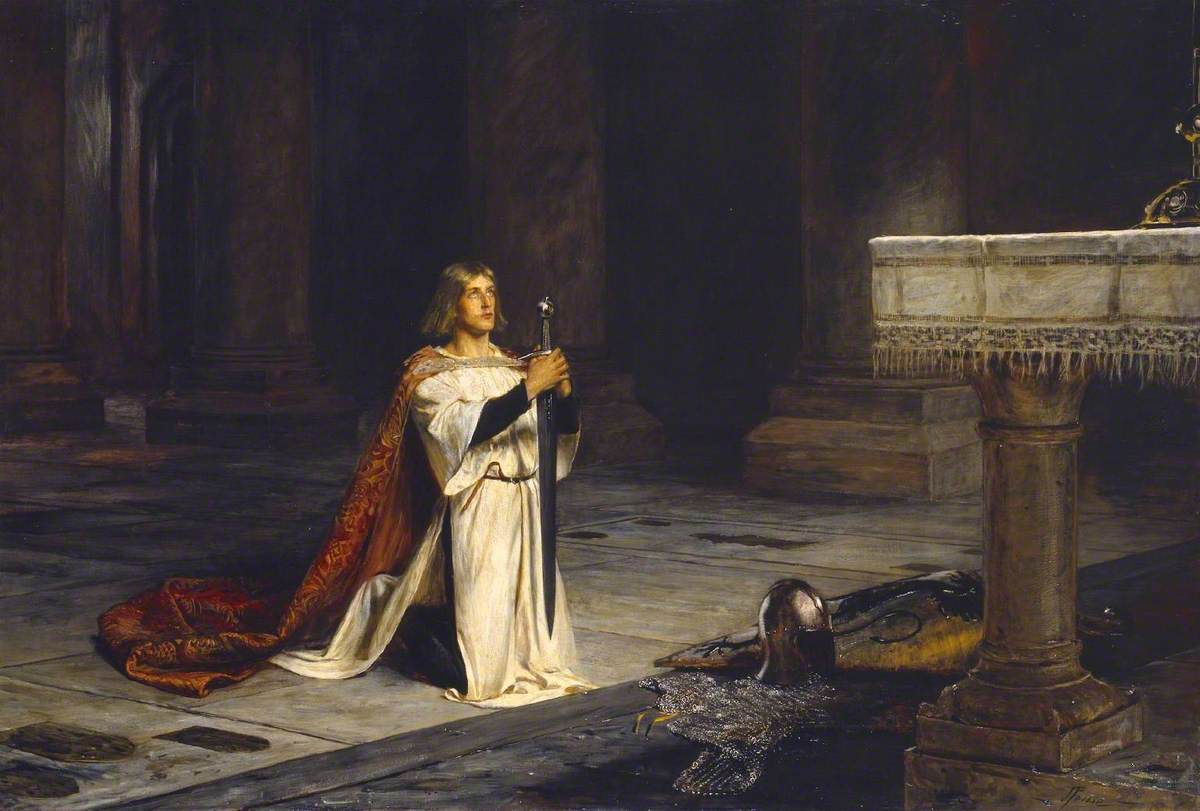
«Нічне чування лицаря» картина Джона Петті

Вігілія (лат. vigilia — чування) — чування в католицькій традиції, привід для релігійного пильнування чи ритуалу.
Нічне чування може бути передднем релігійного свята, яке дотримується через неспання, що служить для релігійної відправи чи молитов, які виконуються перед надходженням свята, зокрема Пасхальної всеночної що відзначається у Велику суботу.
У східній православній церкві, всеношні нічні чування дотримуються напередодні усіх неділь та всіх головних празників протягом літургійного року.
В християнстві, особливо православній та католицькій традиціях, нічне чування дотримується, коли хтось є серйозно хворий або помирає. Бдячі моляться та часто складають обіти. Нічні чування тривають від часу смерті до поховання, за звичай бдять із метою молитви за улюблену особу, а також щоби вона ніколи не була залишена наодинці.
Протягом середньовіччя, молодий зброєносець у ніч перед церемонією прийняття у лицарі повинен був пройти через очищувальне омиття, піст, зробити сповідь, і тоді утримувати нічне чування в каплиці з молитвою до Бога, готуючи себе до лицарського життя. Він одягався у біле, що є символом чистоти.
Коли помирає юдей, дотримується нічне чування над його тілом та цілий час читаються псалми, аж до поховальної служби.